# استفانی گودارد

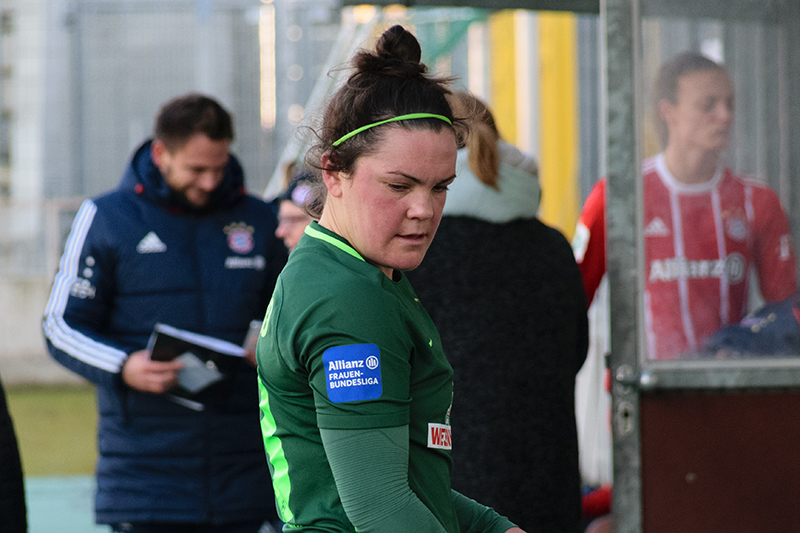
استفانی گودارد - ۲۰۱۷

استفانی گودارد (انگلیسی: Stephanie Goddard؛ زادهٔ ۱۵ فوریهٔ ۱۹۸۸) بازیکن فوتبال اهل آلمان است.
از باشگاه‌هایی که در آن بازی کرده‌است می‌توان به باشگاه ورزشی وردر برمن زنان، باشگاه فوتبال اس‌جی‌اس اسن، باشگاه فوتبال اف‌سی‌آر ۲۰۰۱ دویسبورگ، و باشگاه ورزشی وردر برمن اشاره کرد.